# Âge (système coréen)
Pour les articles homonymes, voir Âge.
L'âge coréen, aussi appelé hanguk-nai (한국나이), est un système de calcul de l'âge d'une personne utilisé dans la culture traditionnelle coréenne, et autrefois en Chine (d'où il est originaire), au Vietnam et au Japon. Le principe consiste à prendre en compte les neuf mois passés par l'enfant dans le ventre de sa mère et ainsi considérer qu'il a un an dès la naissance. Puis, à la nouvelle année du calendrier grégorien (originellement à la nouvelle année du calendrier chinois), lui est ajoutée une nouvelle année. Ainsi certains individus peuvent se retrouver avec deux ans d'avance par rapport à leur âge international.

## Tradition de la célébration de l'âge en Corée du Sud
Les Coréens utilisant ce système traditionnel considèrent que les nouveau-nés sont déjà âgés d'un an (한살, han sal) à la première année de leur vie, et auront donc 10 ans à la dixième année de leur vie. L'origine de ce système reste floue : une hypothèse l'attribue à l'influence bouddhiste sur la perception de la vie et de la naissance en Asie, qui amène à prendre en considération les neuf mois de la grossesse — arrondis à 12 mois —, tandis que d'autres spécialistes l'attribuent à l'absence du concept de zéro dans la numération chinoise.
La première fête en l'honneur de l'enfant, appelée 백일, baek-il, a lieu 100 jours après sa naissance : cet événement marque la fin d'une période associée à un risque accru de mortalité infantile. Par la suite, lors de leur premier anniversaire, appelé dol, les enfants célèbrent à la fois leur naissance et le Nouvel An, auquel ils gagnent tous une année (sal) de plus. Les enfants nés le 30 décembre ont donc directement deux ans le 1er janvier. Tous les Coréens nés la même année obtiennent le même âge au Nouvel An grégorien. 
Ce système n'est plus utilisé en Corée du Nord depuis 1980. En Corée du Sud, le hanguk-nai, aussi appelé 만나이, man-nai, reste d'usage officiel aux côtés de l'âge international jusqu'au 1er juin 2023, où il est abandonné pour les documents administratifs et officiels à la suite d'une décision parlementaire de décembre 2022.

## Usages officiels et légaux et cohabitation avec l'âge international
Avant l'abandon du système traditionnel coréen le 1er juin 2023, l'âge international prévalait déjà pour les documents officiels et les procédures juridiques, et notamment auprès des tribunaux, des hôpitaux et de l'administration, depuis les années 1960. En revanche, le système man-nai était utilisé pour le calcul de la majorité civile, dont dépendait le droit à consommer de l'alcool ou du tabac, ou encore de passer le permis de conduire. Ainsi, au 1er janvier, tous les Sud-Coréens passant l'âge de 19 ans se voyaient attribuer les mêmes droits au même moment. De plus, dans la vie courante, l'âge coréen était bien plus fréquemment utilisé.
Cette cohabitation entre les deux systèmes était constamment remise en question : les partisans de l'abandon du système coréen mettaient en avant la simplification qu'induirait une telle décision en matière de démarches administratives et de gestion pédagogique dans les crèches (notamment pour les bébés nés tard dans l'année, que ce système désavantageait), tandis que ses opposants défendaient la préservation des traditions coréennes et de la conception traditionnelle du temps fondée sur le calendrier lunaire. En 2019, Hwang Ju-Hong, membre de l'Assemblée nationale de Corée du Sud, avait déjà déposé une proposition de loi pour rendre l'âge international obligatoire dans toutes les sphères officielles, décision finalement actée en décembre 2022.